# Limia fuscomaculata
Limia fuscomaculata är en fiskart som beskrevs av Rivas, 1980. Limia fuscomaculata ingår i släktet Limia och familjen Poeciliidae. Inga underarter finns listade i Catalogue of Life.